# Dlaczego walczymy
Dlaczego walczymy (ang. Why We Fight) – film dokumentalny z 2005 roku w reżyserii Eugene’a Jareckiego, na temat kompleksu militarno-przemysłowego.
Tytuł nawiązuje do serii filmów propagandowych z czasów II wojny światowej pod tym samym tytułem, stworzonych dla rządu Stanów Zjednoczonych, aby usprawiedliwić swą decyzję o przyłączeniu się do wojny przeciwko państwom osi.

## Fabuła
W 1962 roku, prezydent Dwight Eisenhower w swym pożegnalnym przemówieniu ostrzegł swoich następców i społeczeństwo przed zakusami i nieuzasadnionym wpływem, jak to określił, kompleksu militarno-przemysłowego. Dokument próbuje odpowiedzieć na pytanie, z jakiego powodu Stany Zjednoczone wysyłają swoje wojska w różne miejsca globu i czym uzasadniają te interwencje.

## Nagrody
Premierowy pokaz filmu miał miejsce w 2005 roku na Sundance Film Festival, dokładnie w 44 rocznicę wygłoszenia przez prezydenta Eisenhowera pożegnalnego przemówienia. Film zdobył Grand Jury Prize w kategorii Dokument.  Mimo nagrody film posiadał ograniczoną dystrybucję kinową. 22 stycznia 2006 roku wszedł do kin w USA, a 27 czerwca 2006 roku został wydany na DVD przez Sony Pictures Home Entertainment.
Dokument otrzymał również Grimme-Preis w kategorii Informacja i Kultura. Nagroda ta jest jedna z najbardziej prestiżowych niemieckich nagród przyznawanych produkcjom telewizyjnym.